# مرج مطر
مرج مطر قرية تتبع منطقة سلمية في محافظة حماة في سورية.